# Trigonisca pediculana
Trigonisca pediculana là một loài Hymenoptera trong họ Apidae. Loài này được Fabricius mô tả khoa học năm 1804.